# Sœurs missionnaires servantes du Cœur Immaculé de Marie
Les Sœurs missionnaires servantes du Cœur Immaculé de Marie (en latin : Congregationis Missionariarum Servarum ab Immaculato Corde Mariae) sont une congrégation religieuse féminine enseignante et caritative de droit pontifical.

## Histoire
La congrégation est fondée le 19 juin 1862 à Lleida par Espérance González i Puig (ca) pour aider les jeunes filles et les femmes tombées dans la prostitution. En 1863, la congrégation obtient l'approbation diocésaine. L'institut reçoit le décret de louange en 1887 et l'approbation définitive des constitutions en 1901. En 1967, une maison est ouverte en Argentine, dans une région pauvre et nécessiteuse, puis s'étend à d'autres pays d'Amérique du Sud.

## Activité et diffusion
Les sœurs accueillent les femmes et les jeunes marginalisés pour la protection des mineurs. La congrégation possède des centres résidentiels pour les enfants et les jeunes, des foyers d'accueil, et des écoles.
Elles sont présentes en:
- Europe : Espagne.
- Amérique : Argentine, Costa Rica, Paraguay.

La maison-mère est à Lleida et la maison généralice à Madrid.
En 2017, la congrégation comptait 63 sœurs dans 11 maisons.